# Balakbalak
Balakbalak (indonesisch Pulau Balakbalak) ist eine unbewohnte indonesische Insel in der Halmaherasee. 

## Geographie
Die schmale, schlangenförmige Insel liegt im Nordwesten des Raja-Ampat-Archipels, etwa drei Kilometer westlich der Insel Kawe.